# 射水氏
射水氏（いみずし）は、「射水」を氏の名とする氏族。古代日本の射水郡（現・富山県）の豪族。姓は臣のち宿禰。

## 概要
射水氏は伊彌頭国造として伊彌頭国（現・富山県射水市・氷見市、高岡市と富山市の一部）を支配したと言われ、『先代旧事本紀』「国造本紀」によると、成務天皇の時代に蘇我氏と同祖で武内宿禰の孫である大河音足尼が祖とされる。国造は射水氏が世襲していたという。律令制成立以降は、射水郡や新川郡の郡司を務めた。平安時代には、仁和2年（886年）12月18日に、越中国新川郡掾大領・伊弥頭貞益が私物をもって官用を助けたので、外従五位下を授けられている。また、射水為康が学問の才能を買われ、中央氏族である三善氏の養子となり家督を継いでいる。久安3年（1147年）正月15日に発行された越中国留守所下文に射水宿禰（闕名）が判を押している。

## 神社
高岡市の二上射水神社は、現在の祭神は瓊瓊杵尊だが、古くは二上神を祭神とし、諸説はあるものの伊彌頭国造の祖だとも言われ、古くから越中国の総鎮守であり、国造氏族である射水氏が守っていたという。

## 墓
高岡市の桜谷古墳は規模等から国造級の有力首長の墳墓と言われ、特に第2号墳は伊彌頭国造・大河音足尼一族の墓との説もある。